# 유리형 함수

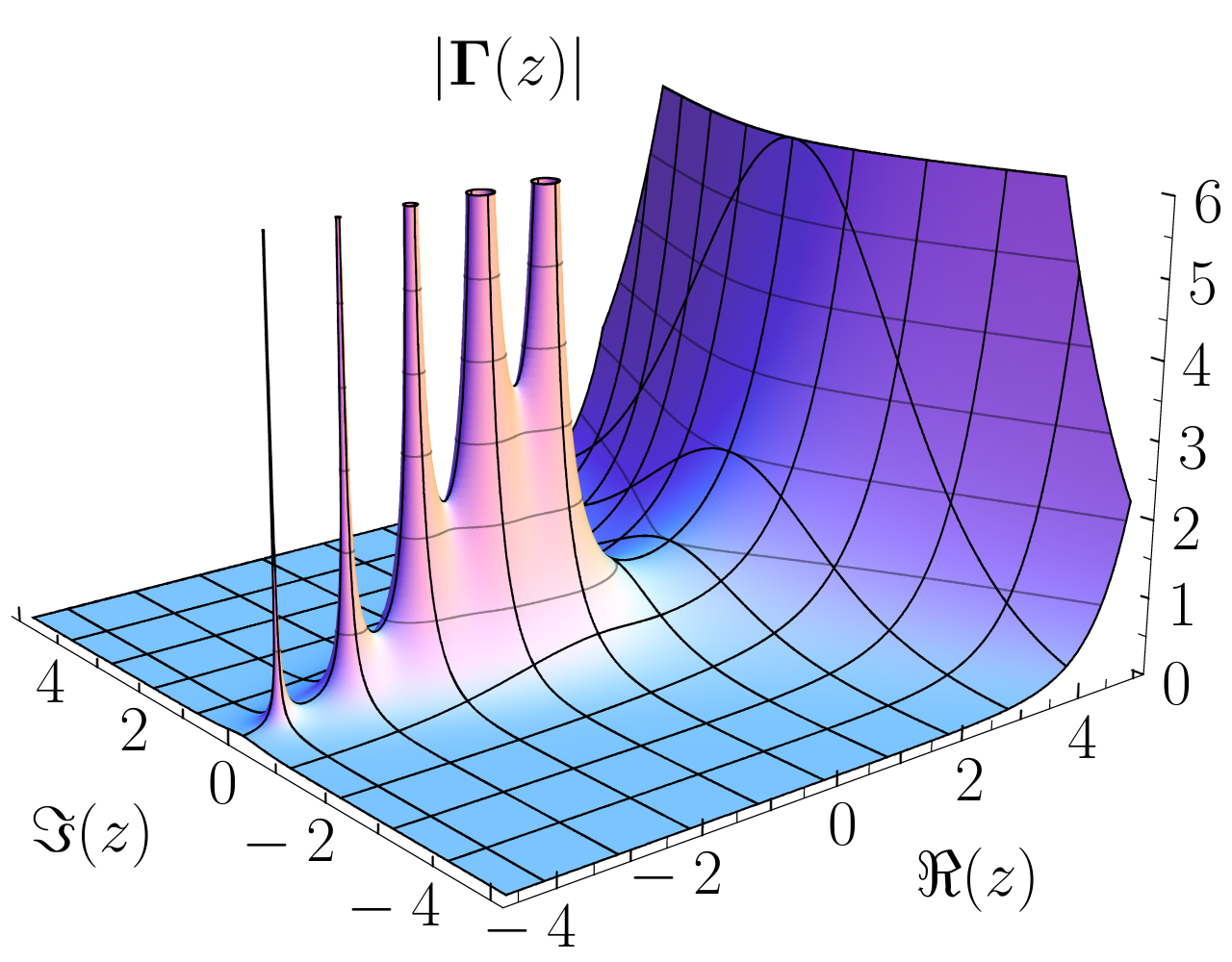
감마 함수는 복소평면 위의 유리형 함수이다.

복소해석학에서 유리형 함수(有理型函數, 영어: meromorphic function)는 극점을 가질 수 있지만 본질적 특이점을 가지지 않고, 특이점을 제외한 다른 모든 점에서 정칙인 복소 함수다.

## 정의
{\displaystyle \Sigma }가 리만 곡면(1차원 복소다양체)이라고 하자. {\displaystyle {\widehat {\mathbb {C} }}}가 리만 구 (무한대 {\displaystyle {\widehat {\infty }}}를 추가한 복소평면)라고 하자. 그렇다면 {\displaystyle \Sigma }위의 유리형 함수는 ({\displaystyle {\widehat {\infty }}} 상수 함수가 아닌) 정칙 함수 {\displaystyle \Sigma \to {\hat {\mathbb {C} }}}이다. 즉, 유리형 함수는 극점을 제외하고는 나머지 모든 점에서 ({\displaystyle \mathbb {C} }값을 가진) 정칙 함수인 함수다.

## 성질
콤팩트하지 않은 리만 곡면 위의 유리형 함수는 두 정칙 함수의 비다.
콤팩트 리만 곡면에서는 모든 정칙 함수는 상수 함수지만, 상수 함수가 아닌 유리형 함수가 존재한다. 리만 구 {\displaystyle {\hat {\mathbb {C} }}}위의 유리형 함수는 모두 유리 함수다. 복소 타원 곡선도 콤팩트 리만 곡면의 일종인데, 타원 곡선 위의 유리형 함수를 타원 함수라고 한다.
유리형 함수는 모든 점에서 로랑 급수로 전개할 수 있으며, 그 주부(principal part)는 유한개의 항만을 포함한다.
연결 리만 곡면 위의 유리형 함수들의 집합은 체를 이루며, 이는 (상수 함수로 간주한) 복소수체의 확대이다.

## 예
복소해석학에서 다루는 대부분의 함수는 유리형 함수다.
모든 유리 함수
{\displaystyle f(z)={\frac {p(z)}{q(z)}}} ({\displaystyle p(z)}, {\displaystyle q(z)}는 다항식)
는 유리형 함수다. 감마 함수나 리만 제타 함수는 유리 함수가 아니지만 유리형 함수이다.
함수 {\displaystyle z\mapsto \exp(1/z)}는 {\displaystyle z=0}에서 극점이 아닌 본질적 특이점(essential singularity)를 가지므로, 복소평면에서 유리형 함수가 아니다. (물론 0을 제외한 복소평면 위에서는 유리형 함수이자 정칙 함수다.)

## 같이 보기
- 쿠쟁 문제
- 미타그레플레르 정리
- 바이어슈트라스의 곱 정리